# Arméni (La Canée)
Arméni, en grec moderne : Αρμένοι est un village et une ancienne municipalité du district régional de La Canée, en Crète, en Grèce. Depuis la réforme du gouvernement local de 2011, il fait partie du dème d'Apokóronas, dont il est une unité municipale. Selon le recensement de 2011, la population d'Arméni compte 345 habitants,.

## Histoire
Comme son nom l'indique, des soldats arméniens, faisant partie de l'armée byzantine, se sont installés dans le village après la conquête de la Crète, par Nicéphore II Phocas, en 961. Dans le village, il existe des vestiges d'habitation de l'époque paléochrétienne. Une basilique paléochrétienne a été trouvée autour de l'église de Panagia. Des fouilles dans l'église d'Agíos Ioánnis le théologien révèlent qu'à la place de l'église il y existait une basilique dont la mosaïque remonte au VIe siècle.
Le village est mentionné par Francesco Barozzi, en 1577, sous le nom d'Armenus de la province d'Apokóronas. Dans le recensement vénitien de 1583, par Pietro Castrofilaca, il est mentionné comme Armenus avec 233 habitants, nom utilisé par Vasilikata, en 1630. Pendant la révolte de 1821 (el), Arméni est le siège du gouvernement révolutionnaire provisoire de Crète et le 22 mai 1822, la constitution d'Épidaure est signée par les chefs  à Arméni. Le village s'appelait alors Eleftheroúpoli. Pendant la révolution de 1897, le 26 juin, la première assemblée révolutionnaire se réunit à Arméni, avant de se déplacer à Archánes, le 30 juin.
Selon le recensement égyptien, de 1834, le village est habité par 60 familles chrétiennes et 15 familles musulmanes. En 1881, il compte 679 habitants (595 chrétiens et 84 musulmans) et est le siège de la commune homonyme.

## Source de la traduction
- (el) Cet article est partiellement ou en totalité issu de l’article de Wikipédia en grec moderne intitulé « Αρμένοι Χανίων » (voir la liste des auteurs).